# جزیره والچرن
جزیره والچرن (انگلیسی: Walcheren) یک منطقه و جزیره سابق در استان زلاند هلند در پای‌رود اسخلده است.